# Raymond d'Humilly de Serraval
Raymond d'Humilly de Serraval, italianizzato in Raimondo De Serraval (Viry, 8 febbraio 1794 – Viry, 7 marzo 1851), è stato un politico francese.

## Biografia
Militare di carriera, fu deputato del Regno di Sardegna nella I legislatura, eletto nel collegio di Saint-Julien. Si dimise il 28 ottobre 1848.